# 下北沢GARAGE
下北沢GARAGE（しもきたざわがれーじ）は、東京都世田谷区下北沢にあったライブハウス。2021年12月31日をもって閉館。

## 概要
1994年4月1日にオープンしたライブハウス。当ライブハウス出身のロックバンドやアーティストは多い。
2店舗目を出す予定があったが実現していない。
2021年12月末をもって閉館。
閉館後、GARAGEの照明や音響、配信や映像制作、企画、など事業に関わるスタッフたちが"OVERGROUND"というチームを結成。下北沢地区の別ライブハウスで活動をすることとしている。

## 施設概要
キャパは最大150人ほど。地下1階部分がライブスペース、1階部分は居酒屋施設、2階が事務所・楽屋となっている。

## 所在地
〒155-0031 東京都世田谷区北沢3-31-15 
B1 Hall / 2F office